# David Niven
David Niven (nacido como James David Graham Niven; Londres, 1 de marzo de 1910-Château-d'Œx, cantón de Vaud, 29 de julio de 1983) fue un actor y escritor británico. Ganador del Premio Óscar en 1958, fue conocido también como un prototipo de elegancia en el estilo británico, además de un seductor de Hollywood.

## Vida y carrera
Era hijo de un teniente del ejército muerto en Gallipoli, y su madre pertenecía a la aristocracia. Estudió en el Rowe College y en la Real Academia de Sandhurst, e ingresó en el Ejército siguiendo la tradición familiar, aunque lo abandonó para irse al Canadá, a trabajar como periodista.

### Inicios en el cine
Su aspecto de inglés atildado le dio acceso al cine de Hollywood en 1935. Sus papeles eran cada vez más importantes. Destacan las películas Rebelión a bordo (versión de 1935) y Cumbres borrascosas, dirigida esta por William Wyler.

### Boda y tragedia

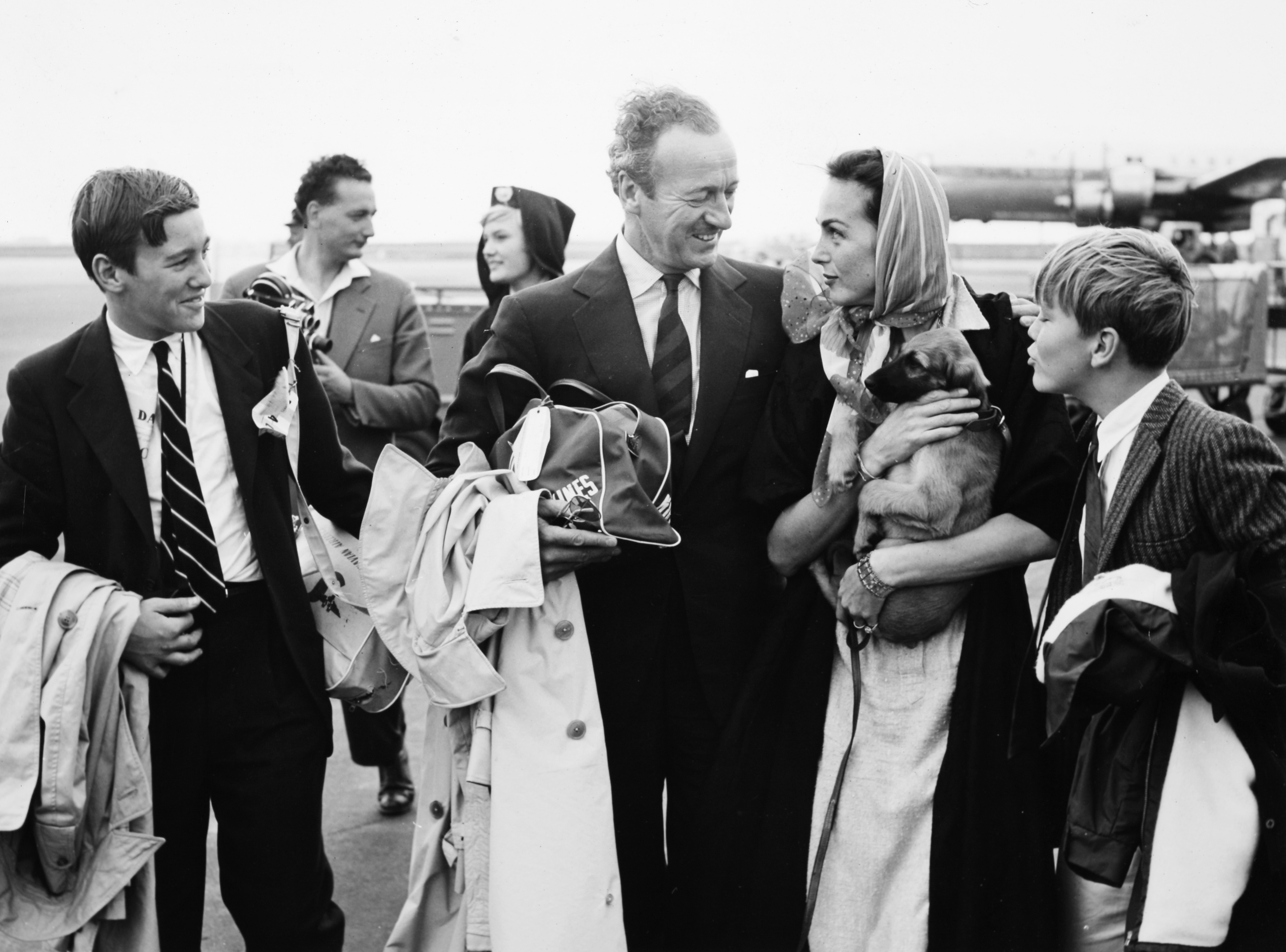
Niven y su esposa Hjördis

Después de un romance de dos semanas en 1940, Niven se casó con Primula Susan Rollo (Londres, 18 de febrero de 1918 - Beverly Hills, California, 21 de mayo de 1946), la aristocrática hija de un abogado británico. La pareja tuvo dos hijos, David Junior —también actor— y Jamie.
Cuando Primula —a quien Niven llamaba Primmie— tenía 28 años, solo seis semanas después de mudarse ambos a Beverly Hills (California), sucedió un desgraciado accidente. Durante una fiesta en casa de Tyrone Power, los invitados estaban jugando al escondite. Ella abrió una puerta y saltó dentro creyendo que era un armario, cayendo por una escalera de piedra hacia el sótano. Se fracturó el cráneo y falleció. Niven cayó en una profunda depresión tras la muerte de su gran amor.
Incidió en un segundo matrimonio en 1948 con la modelo sueca Hjördis Genberg (1919–1997), adoptó a sus hijas Kristina y Fiona, su matrimonio de 35 años fue hasta la muerte de Niven, el cual le resultó muy turbulento en términos afectivos.

### Éxitos en el cine
Durante la Segunda Guerra Mundial, Niven regresa al Reino Unido para combatir contra Alemania y para realizar algunas películas de propaganda bélica. Alcanzó el grado de teniente coronel y se le dio de baja honorablemente. En 1944 localizó a un actor, el teniente Clifton James, sorprendentemente parecido al general Montgomery, y lo reclutó para una misión de engaño, la Operación Copperhead, enmarcada en la Operación Fortitude.
Una vez terminada la guerra volvió al cine, destacando sus interpretaciones en comedias y dramas, como: La luna es azul, de Otto Preminger (1953); La vuelta al mundo en ochenta días, de Michael Anderson (1956), y, sobre todo, Mesas separadas, de Delbert Mann (1958), con la que David Niven obtuvo el Óscar al mejor actor. En la mayoría de sus interpretaciones, Niven se interpretaba a sí mismo.
Intervino además en diversas superproducciones, como 55 días en Pekín, Los cañones de Navarone, Casino Royale, Muerte en el Nilo, y varias películas sobre la saga de La Pantera Rosa dirigidas por Blake Edwards, en las cuales encarnó al villano Charles Lipton «el Fantasma».

### Un seductor «diferente»

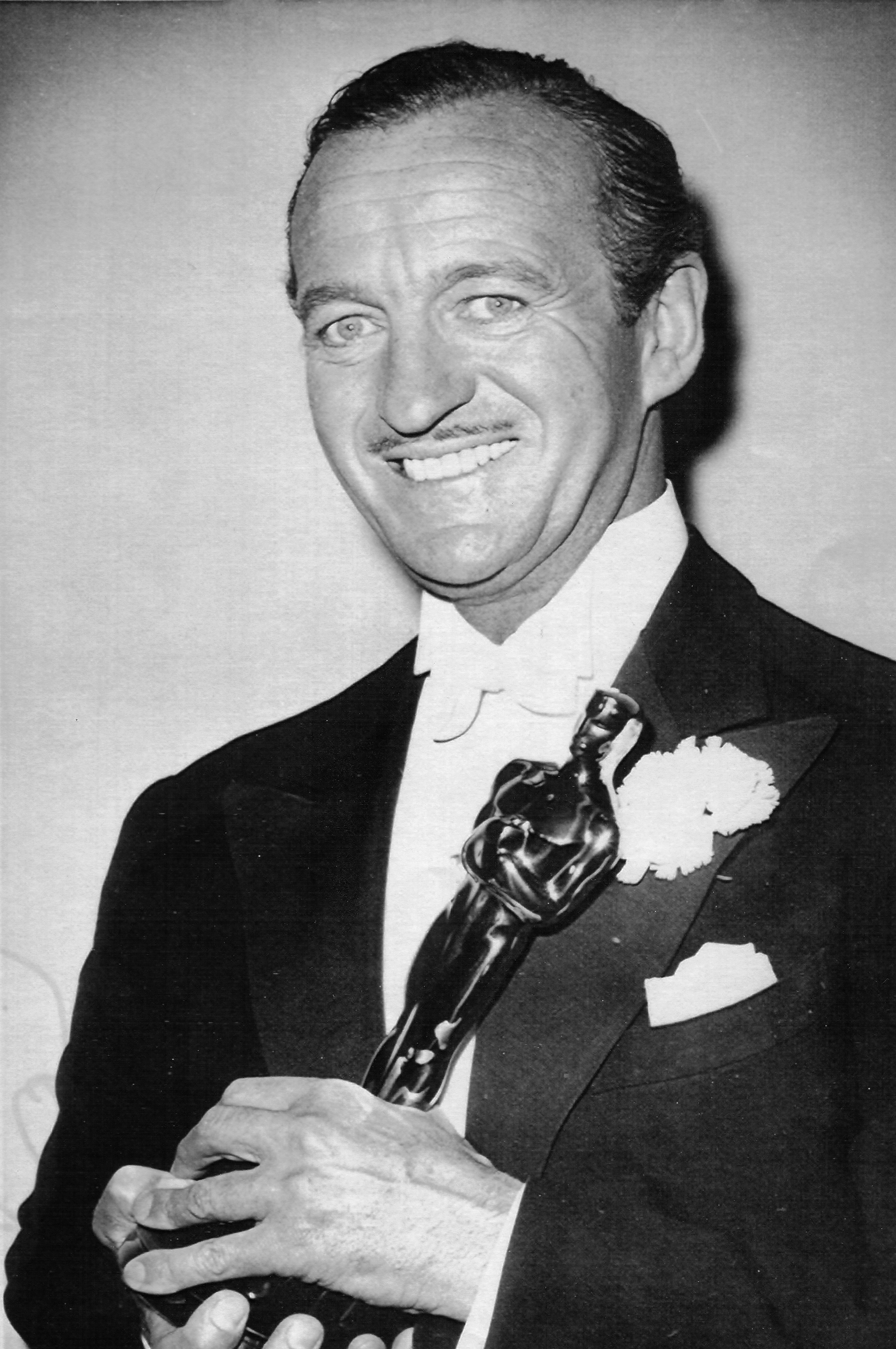
Niven luciendo su Oscar en la premiación de la Academia de actores (1959)

Niven se distinguía del resto de los playboy del mundo hollywoodense por su estilo británico y aristocrático, grata conversación acompañada con simpatía desbordante matizada con una ironía inteligente, y un sexappeal único que lo hacían muy atractivo para el género femenino.  
David Niven fue uno de los mayores seductores de Hollywood, hasta el punto de perjudicar sus relaciones estables, tal como él mismo reconoció en sus memorias. Aunque se prometía ser fiel a sus parejas, «mis erecciones tenían más fuerza que mis convicciones».
Entre sus conquistas amorosas, se contaron Marilyn Monroe y Grace Kelly. Su actitud desinhibida rayana a veces en la falta de tino le acarreó ocasionales problemas. Así, durante una fiesta en Mónaco, contestó que su «mayor conquista fue Grace», lo que provocó el estupor del príncipe Raniero III de Mónaco, ya por entonces esposo de la actriz. Aunque Niven intentó solventar el entuerto aclarando que la tal Grace era otra mujer, nunca más fue invitado a Mónaco.
De todas formas, el apetito sexual de Niven tenía sus límites, y no exploró la bisexualidad como muchos astros de Hollywood. Esto le acarreó la enemistad con Errol Flynn. Durante una temporada ambos compartían piso y en una ocasión Flynn se le insinuó sexualmente: «Me agarró por donde un hombre no se lo espera». Niven le rechazó y Errol protestó preguntándole: «En Hollywood, todos se acuestan con todos, ¿qué te hace diferente?».

### Muerte
En 1980, a sus 70 años, Niven empezó a experimentar fatiga, debilidad muscular y pérdida de voz. En 1981, una entrevista en el show de Michael Parkinson alarmó a su familia y amigos, llegando incluso los televidentes a cuestionarse si Niven había estado bebiendo. A raíz de todo ello, a finales de ese año le fue diagnosticado de la temida enfermedad: esclerosis lateral amiotrófica (ELA). Hasta 1981 fue el presentador del «Homenaje a Fred Astaire», organizado por la American Film Institute, que fue su última aparición pública en Hollywood.
Tras ello, se retiró a su residencia en Château-d'Œx, en Suiza enclaustrándose. En febrero de 1983 Niven sufrió una hospitalización de diez días, aparentemente por un problema digestivo, utilizando un nombre falso para evitar la publicidad. Al salir regresó a su domicilio, y aunque su salud continuó deteriorándose rehusó reingresar en el hospital, decisión que contó con el apoyo de su familia. Falleció el 29 de julio de 1983 a la edad de 73 años. Sus restos reposan en el pequeño cementerio local de Château-d'Œx.

## Filmografía parcial
- 1935
  - La tragedia de la Bounty (Mutiny on the Bounty), de Frank Lloyd
  - La ciudad sin ley (Barbary Coast), de Howard Hawks
  - La huella del pasado (Without Regret), de Harold Young
  - La sublime mentira (A Feather in Her Hat), de Alfred Sawtell
  - Esplendor (Splendor), de Elliott Nugent
- 1936
  - Desengaño (Dodsworth), de William Wyler
  - La carga de la Brigada Ligera (The Charge of the Light Brigade), de Michael Curtiz
  - Adorable enemiga (Beloved Enemy), de H. C. Potter
- 1937
  - El prisionero de Zenda (The Prisoner of Zenda), de John Cromwell
  - Cena en el Ritz (Dinner at the Ritz), de Harold Schuster
- 1938
  - La octava mujer de Barba Azul (Bluebeard's Eighth Wife), de Ernst Lubitsch
  - Cuatro hombres y una plegaria (Four Men and a Prayer), de John Ford
- 1939
  - La jungla en armas (The Real Glory), de Henry Hathaway
  - Cumbres borrascosas (Wuthering Heights), de William Wyler
  - Mamá a la fuerza (Bachelor Mother), de Garson Kanin
- 1946
  - Escalera al cielo (A Matter of Life and Death), de Michael Powell y Emeric Pressburger
- 1947
  - La mujer del obispo (The Bishop's Wife), de Henry Koster
- 1953
  - La luna es azul (The Moon is Blue), de Otto Preminger
- 1956
  - La vuelta al mundo en ochenta días (Around the World in 80 Days), de Michael Anderson
- 1957
  - Un mayordomo aristócrata (My Man Godfrey), de Henry Koster
  - La cabaña (The little hut), de Mark Robson
- 1958
  - Mesas separadas (Separate Tables), de Delbert Mann
  - Buenos días, tristeza (Bonjour tristesse), de Otto Preminger
- 1959
  - Todas las mujeres quieren casarse (Ask Any Girl), de Charles Walters
- 1961
  - Los cañones de Navarone (The Guns of Navarone), de J. Lee Thompson
- 1962
  - Dos frescos en órbita (The Road to Hong Kong), de Norman Panama (cameo)
- 1963
  - 55 días en Pekín (55 Days at Peking), de Nicholas Ray
  - La Pantera Rosa (The Pink Panther), de Blake Edwards
- 1964
  - Dos seductores (Bedtime Story), de Ralph Levy
- 1965
  - Lady L, de Peter Ustinov
- 1967
  - Casino Royale, de John Huston
- 1975
  - Emboscada en Extremo Oriente (Paper Tiger), de Ken Annakin
- 1976
  - Un cadáver a los postres (Murder by Death), de Robert Moore
- 1977
  - El secreto del castillo (Candleshoe), de Norman Tokar
- 1978
  - Muerte en el Nilo (Death on the Nile), de John Guillermin
- 1979
  - Evasión en Atenea (Escape to Athena), de George P. Cosmatos
  - Un hombre llamado Intrépido (A Man Called Intrepid), miniserie TV de Peter Carter
- 1980
  - Lobos marinos (The Sea Wolves), de Andrew V. McLaglen
- 1981
  - Ménage à trois ( Better Late Than Never), de Bryan Forbes
- 1982
  - Tras la pista de la Pantera Rosa (Trail of the Pink Panther), de Blake Edwards
- 1983
  - La maldición de la Pantera Rosa (Curse of the Pink Panther), de Blake Edwards

## Premios y reconocimientos
Premios Óscar
| Año  | Categoría   | Película        | Resultado |
| ---- | ----------- | --------------- | --------- |
| 1959 | Mejor actor | Mesas separadas | Ganador   |

Globos de Oro
| Año  | Categoría                        | Película                 | Resultado |
| ---- | -------------------------------- | ------------------------ | --------- |
| 1954 | Mejor actor de comedia o musical | La luna es azul          | Ganador   |
| 1958 | Mejor actor de comedia o musical | Un mayordomo aristócrata | Nominado  |
| 1959 | Mejor actor de drama             | Mesas separadas          | Ganador   |